# Fastlane 2019
Fastlane (2019) was een professioneel worstel-pay-per-view (PPV) en WWE Network evenement dat georganiseerd werd door WWE voor hun Raw en SmackDown brands. Het was de 5e editie van Fastlane en vond plaats op 10 maart 2019 in het Quicken Loans Arena in Cleveland, Ohio.

## Matches
| Nr. | Match | Winnaar(s)                  | Opmerkingen | Bron  |
| --- | --- | --------------------------- | --- | ----- |
| 1P  | The New Day (Big E en Xavier Woods) vs. Shinsuke Nakamura & Rusev (met Lana)                             | The New Day                 | Tag Team match. | [ 2 ] |
| 2   | The Usos (Jimmy en Jey Uso) (c) vs. The Miz & Shane McMahon                                              | The Usos                    | Tag Team match voor het WWE SmackDown Tag Team Championship. | [ 2 ] |
| 3   | Asuka (c) vs. Mandy Rose (met Sonya Deville)                                                             | Asuka                       | Eén-op-één match voor het WWE SmackDown Women's Championship.                                                                                                   | [ 2 ] |
| 4   | The Bar (Cesaro & Sheamus) vs. Kofi Kingston                                                             | The Bar                     | Handicap match. Big E en Xavier Woods waren verbannen om in te mengen.                                                                                          | [ 2 ] |
| 5   | The Revival (Dash Wilder & Scott Dawson) (c) vs. Aleister Black & Ricochet vs. Bobby Roode & Chad Gable  | The Revival                 | Triple Threat Tag Team match voor het WWE Raw Tag Team Championship.                                                                                            | [ 2 ] |
| 6   | Samoa Joe (c) vs. Andrade (met Zelina Vega) vs. R-Truth (met Carmella) vs. Rey Mysterio                  | Samoa Joe                   | Fatal 4-way match voor het WWE U.S. Championship | [ 2 ] |
| 7   | The Boss 'n' Hug Connection (Bayley & Sasha Banks) (c) vs. Nia Jax & Tamina                              | The Boss 'n' Hug Connection | Tag Team match voor het WWE Women's Tag Team Championship. | [ 2 ] |
| 8   | Daniel Bryan (c) (met Rowan) vs. Mustafa Ali vs. Kevin Owens                                             | Daniel Bryan                | Triple Threat match voor het WWE Championship | [ 2 ] |
| 9   | Becky Lynch vs. Charlotte Flair                                                                          | Becky Lynch                 | Eén-op-één match. Lynch won door een diskwalificatie. Omdat Lynch won, werd ze terug gevoegd in het WWE Raw Women's Championship-wedstrijd bij WrestleMania 35. | [ 2 ] |
| 10  | The Shield (Dean Ambrose, Seth Rollins en Roman Reigns) vs. Baron Corbin, Bobby Lashley en Drew McIntyre | The Shield                  | 6-Man Tag Team match. | [ 2 ] |